# Yoyogipark

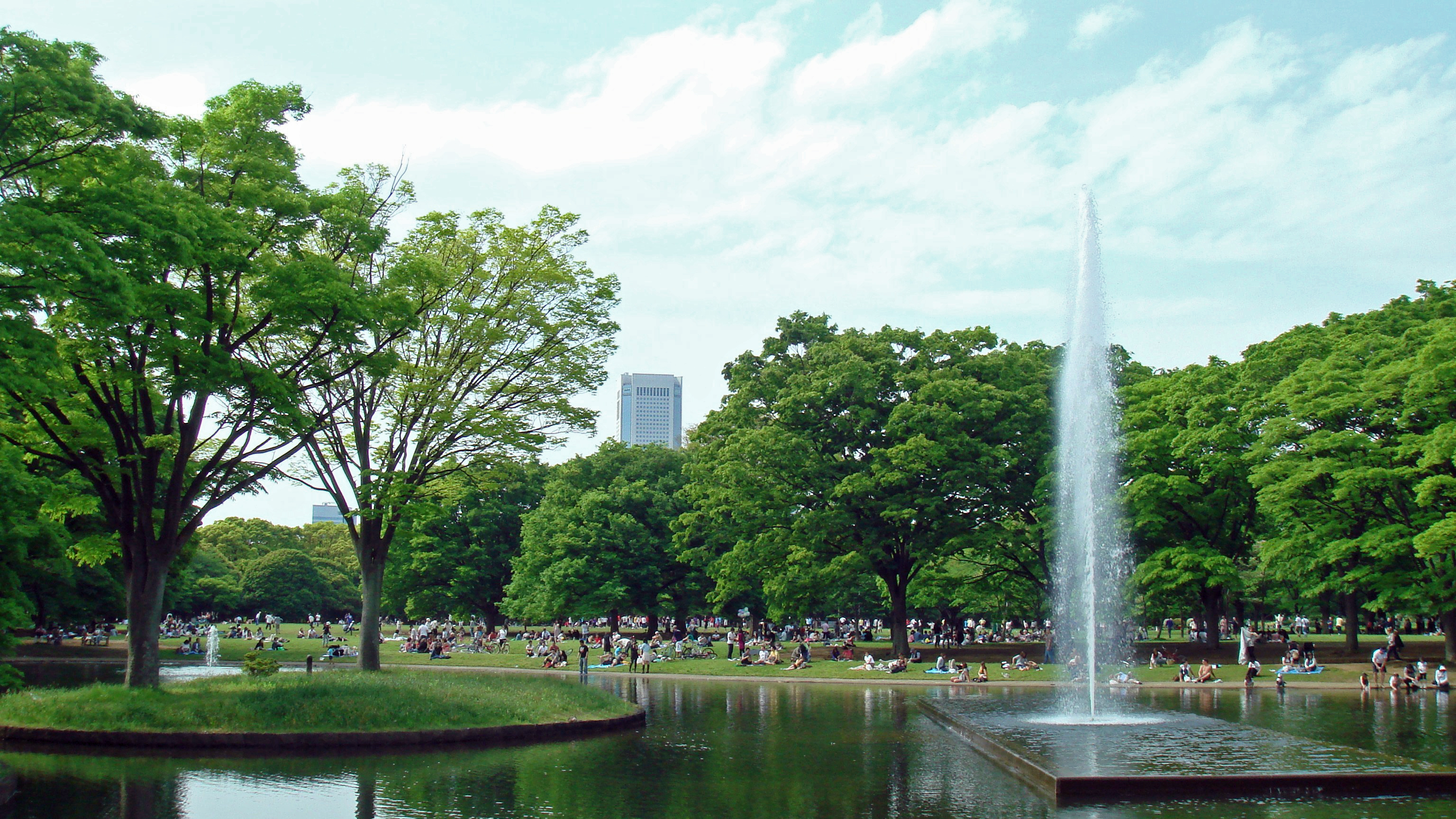

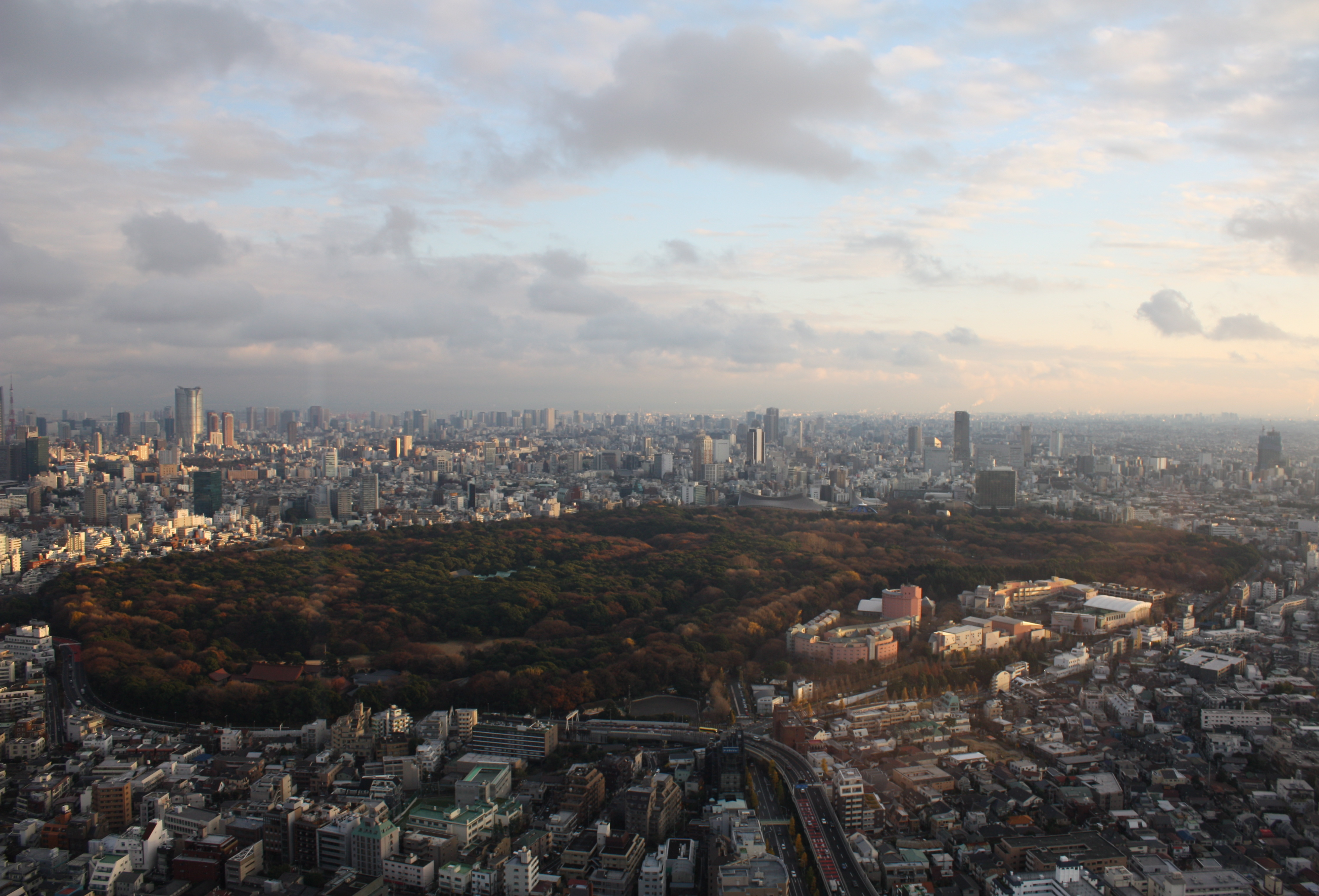
Luchtfoto van het Yoyogipark.

Het Yoyogipark (代々木公園, Yoyogi kōen) is een van de grootste parken in Tokio, gelegen naast het Station Harajuku in Shibuya.
Wat nu  Yoyogipark is, was de plaats van de eerste succesvolle gemotoriseerde vlucht met een vliegtuig in Japan, op 19 december 1910, door kapitein Yoshitoshi Tokugawa, waarna het een paradeterrein van het leger werd. Tijdens de naoorlogse bezetting, stond hier de Washington Heights verblijfplaats voor Amerikaanse officieren. Later werd het geselecteerd als de locatie voor de Olympische Zomerspelen 1964, en de verschillende Olympische gebouwen ontworpen door Kenzo Tange zijn nog steeds dicht in de buurt. In 1967 werd er een stadspark van gemaakt.
Vooral op zondag geldt het park tegenwoordig als een ontmoetingsplaats voor mensen die muziek maken, vechtsporten beoefenen enz. Het park beschikt over een fietspad en er is fietsverhuur beschikbaar. Als gevolg van de lange recessie in Japan zijn er verschillende grote, maar rustige en ordelijke daklozenkampen rond het park.
Onlangs heeft de gouverneur van Tokio, Shintaro Ishihara, plannen aangekondigd voor de bouw van een stadion met 100.000 plaatsen in het Yoyogipark met het oog op de Olympische Zomerspelen 2020.